# Tramway de Fort Collins
Le tramway de Fort Collins est la ligne de tramways touristiques de la ville de Fort Collins, aux États-Unis. Il a ouvert en 1984, à la suite de la rénovation d'un tronçon de 2,4 km d'une ancienne ligne de tram.